# Tephritocampylocera erlangeri
Tephritocampylocera erlangeri är en tvåvingeart som först beskrevs av Günther Enderlein 1942.  Tephritocampylocera erlangeri ingår i släktet Tephritocampylocera och familjen Pyrgotidae.
Artens utbredningsområde är Etiopien. Inga underarter finns listade i Catalogue of Life.